# Georgium

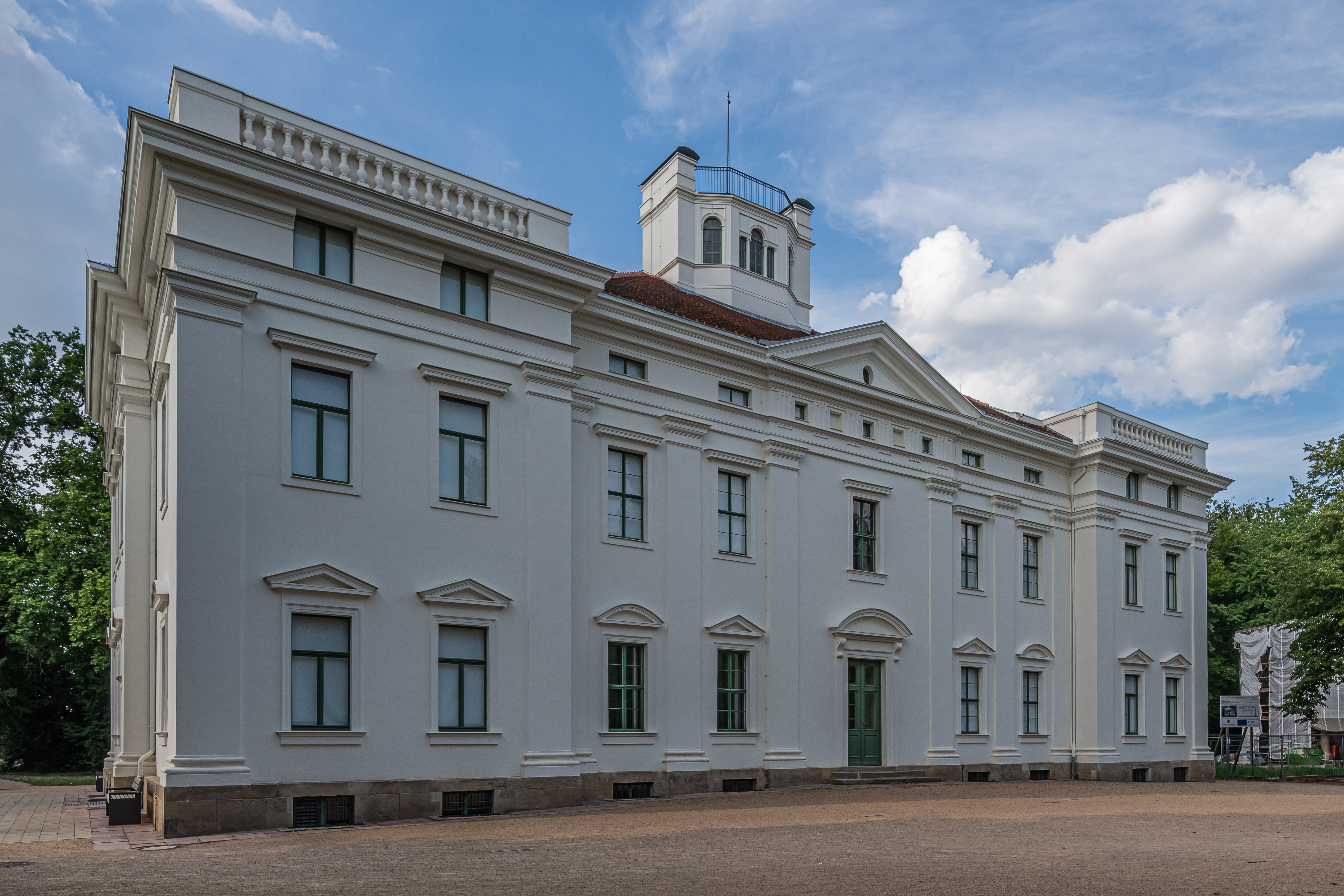
Schloss Georgium

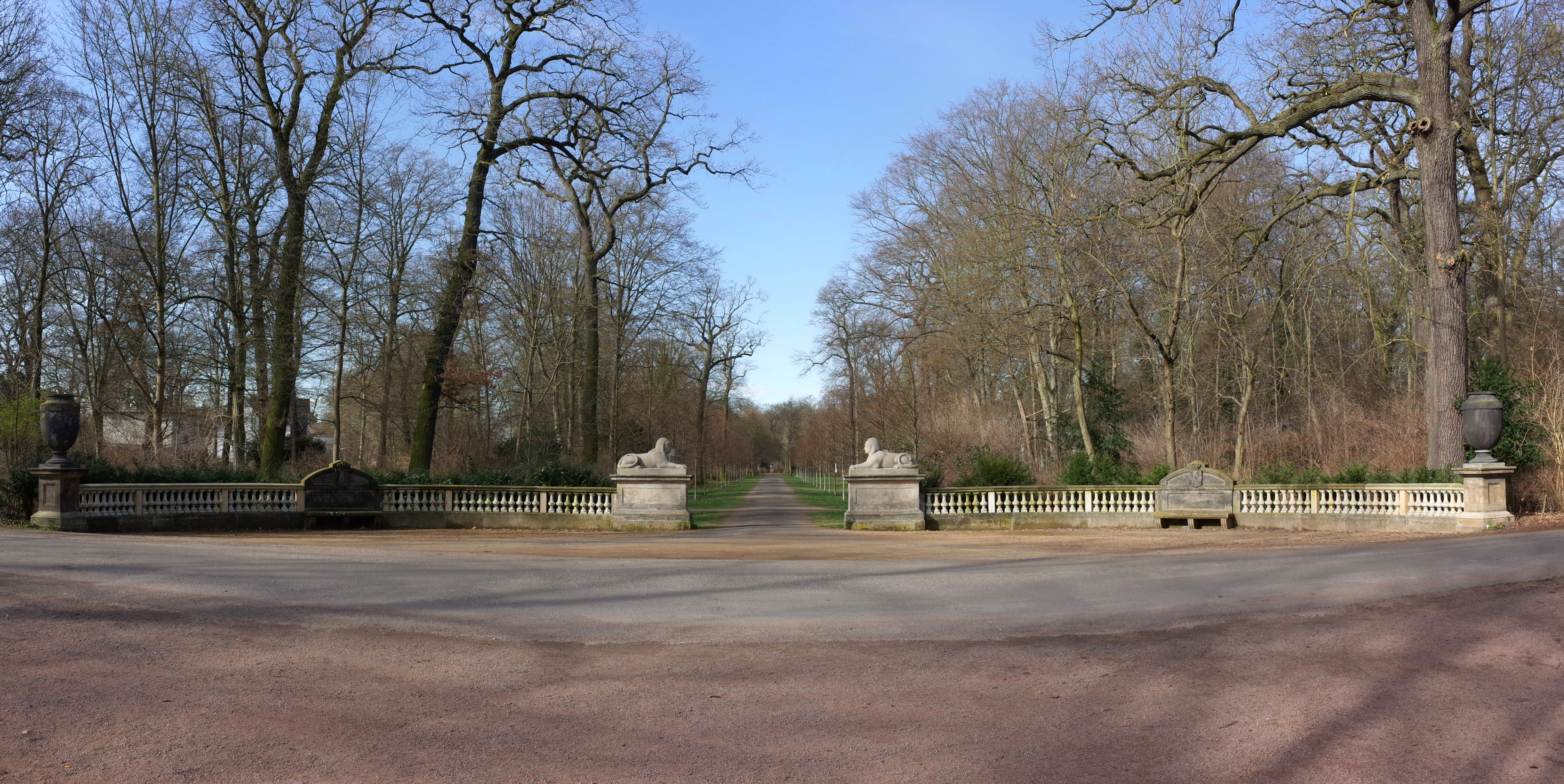
Sphingen am Haupteingang

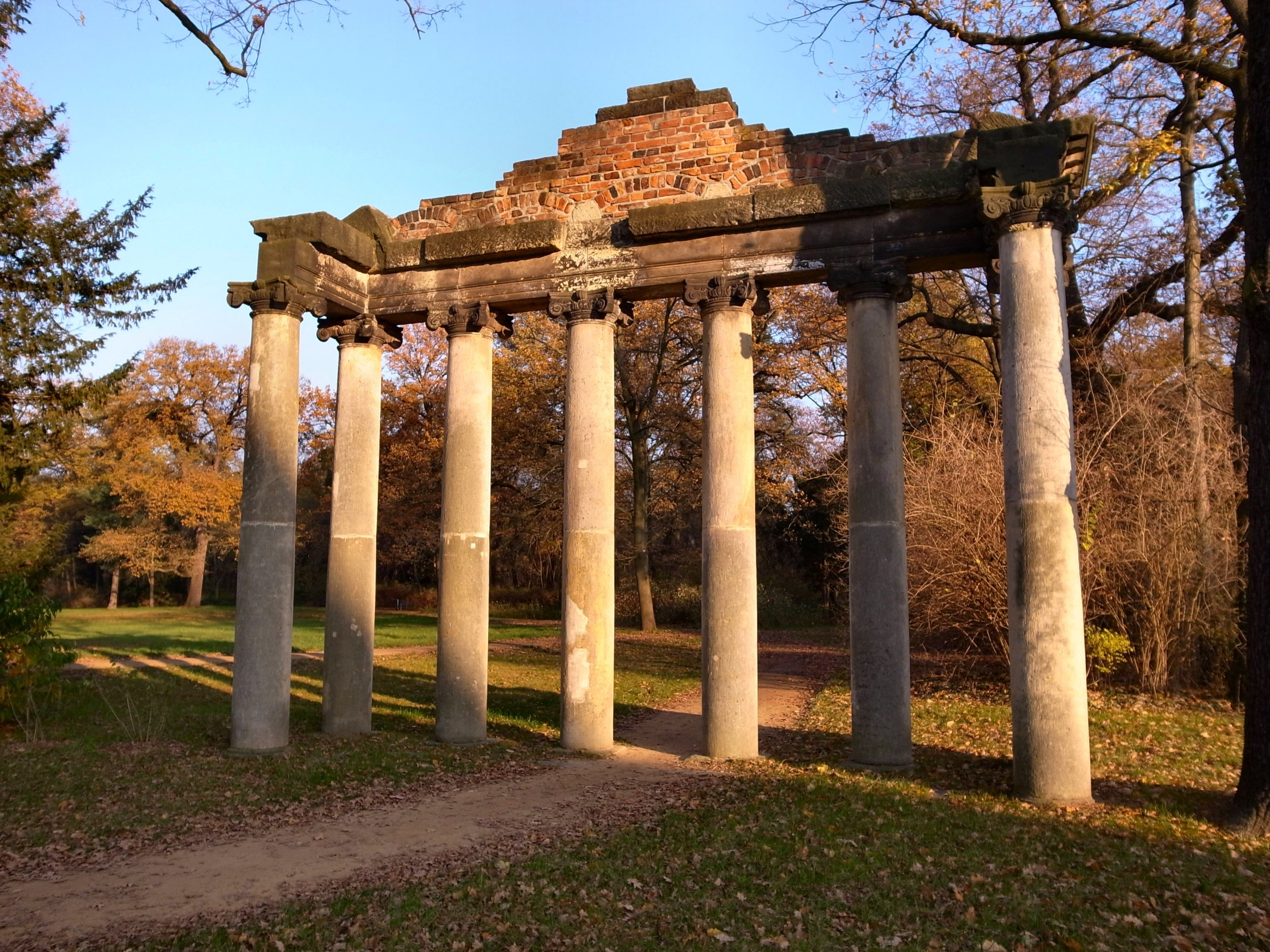
Römische Ruine (Sieben Säulen)

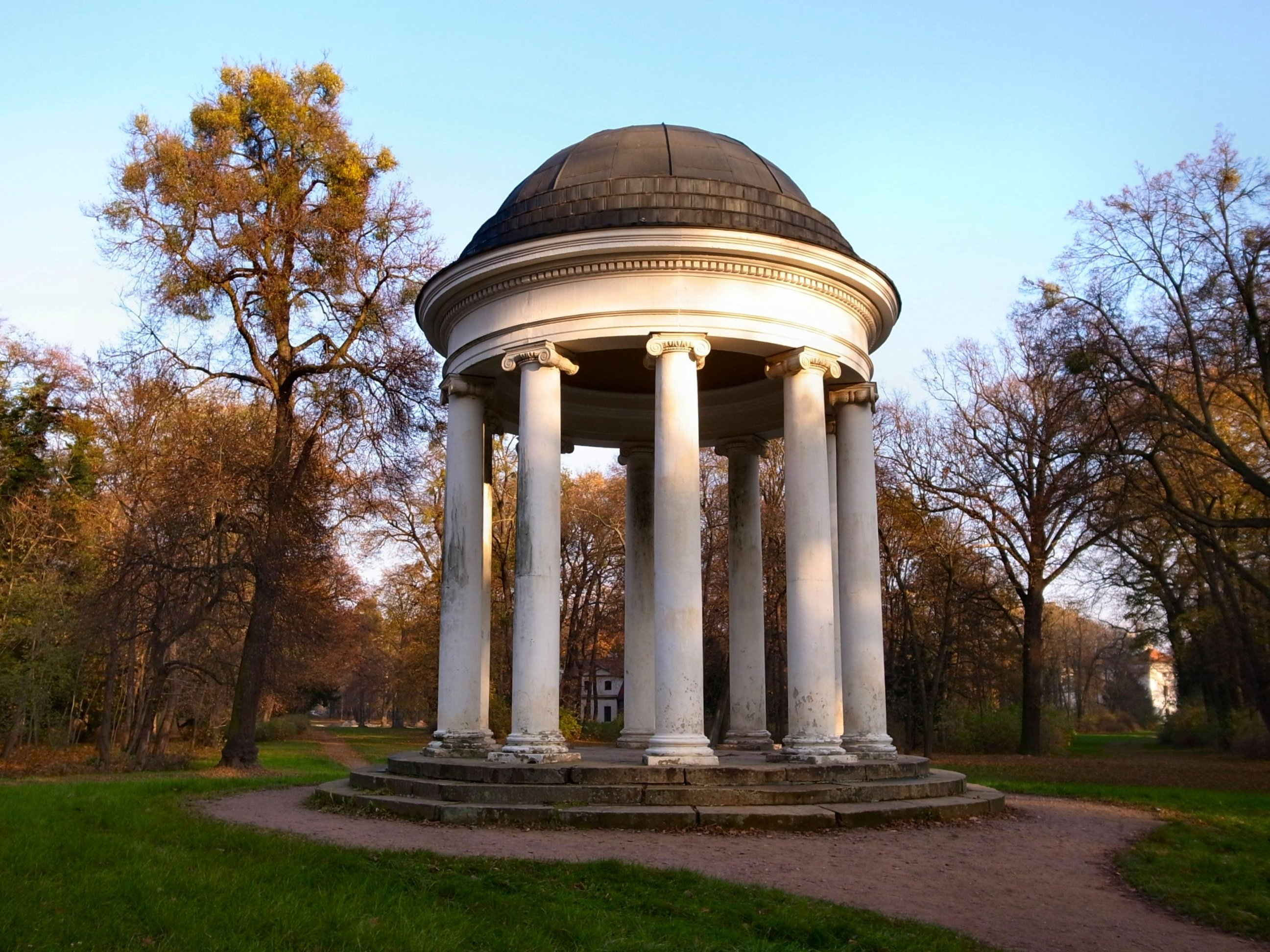
Ionischer Tempel

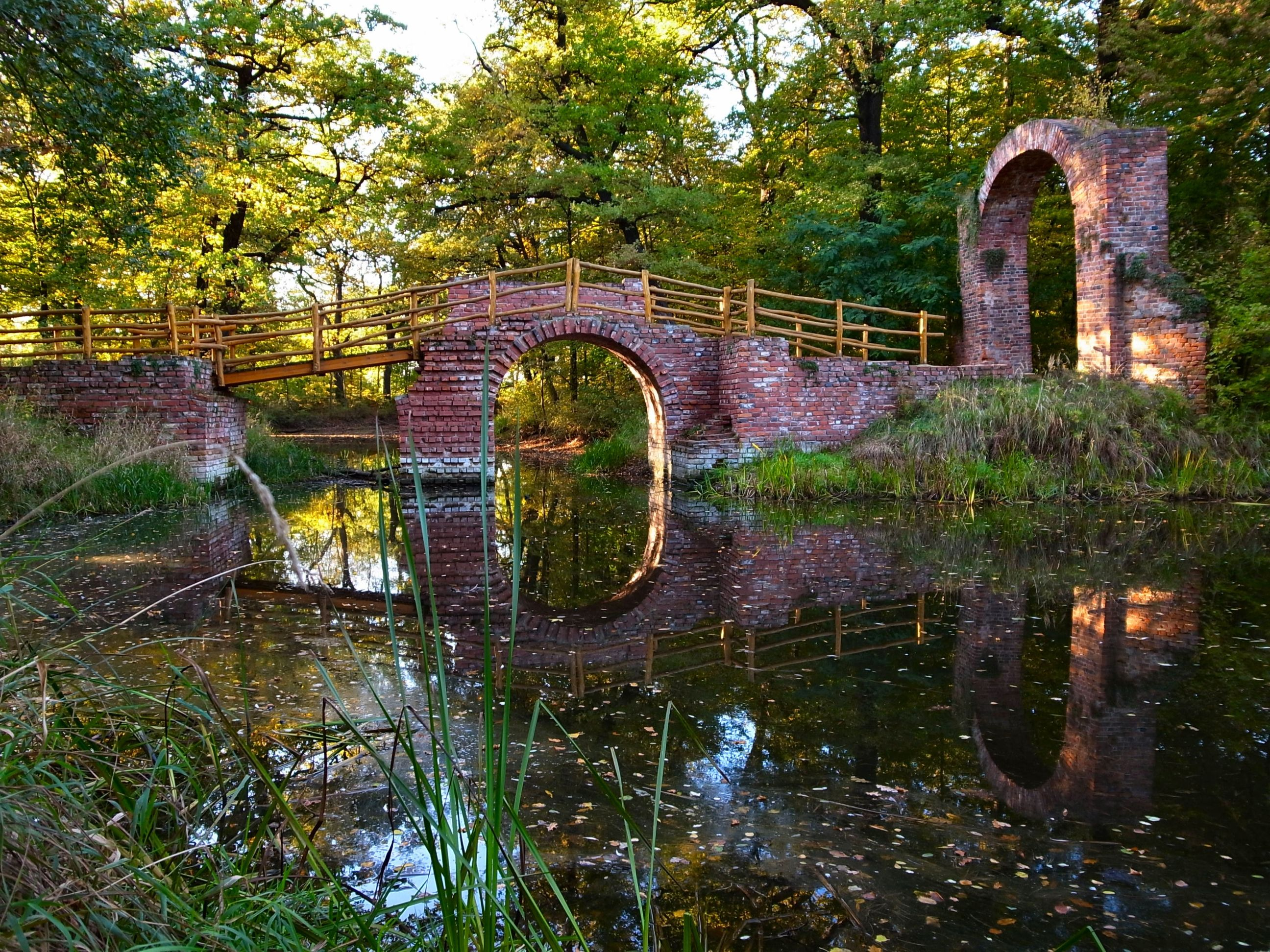
Ruinenbrücke im Park

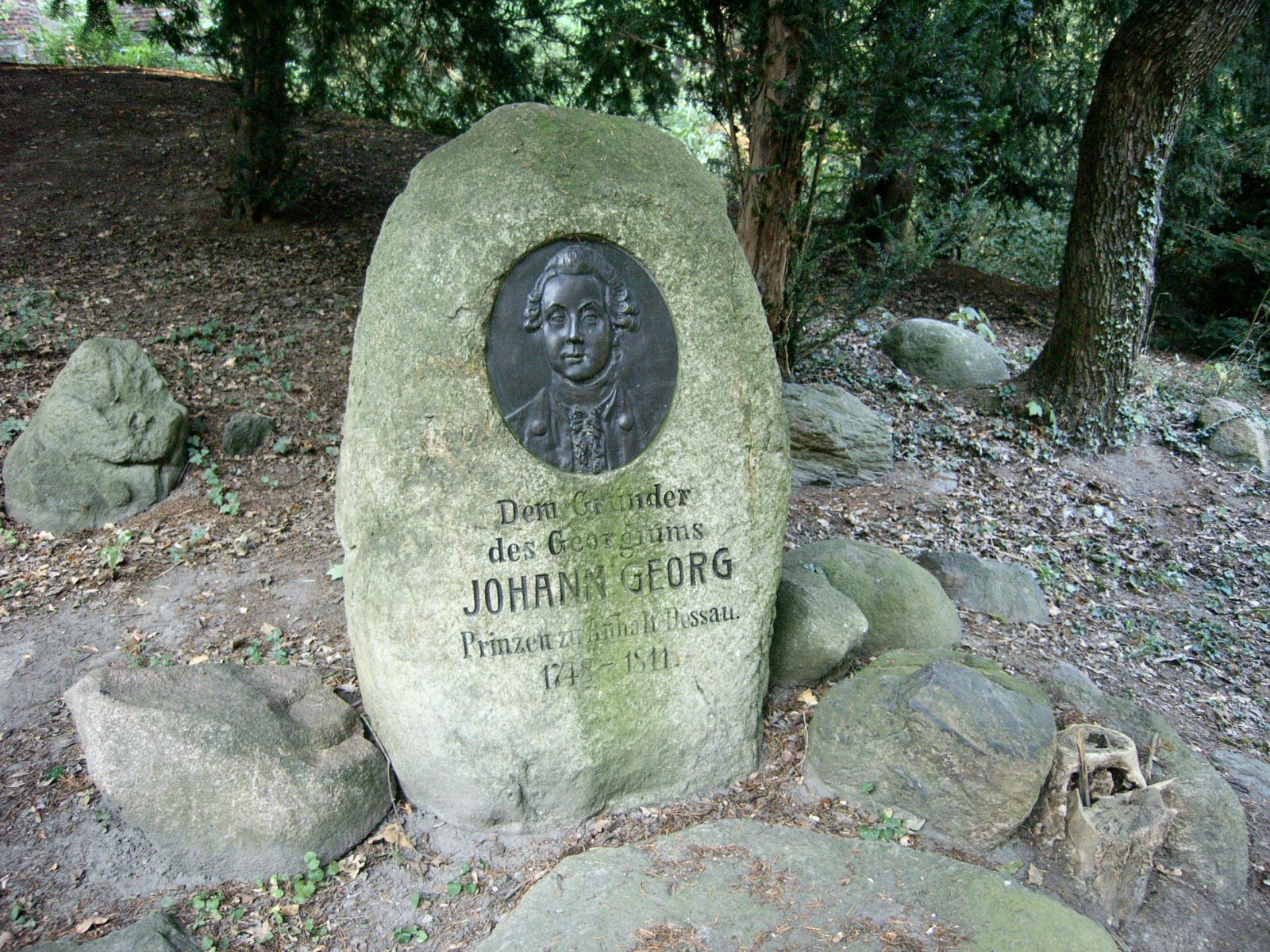
Gedenkstein für Prinz Johann Georg

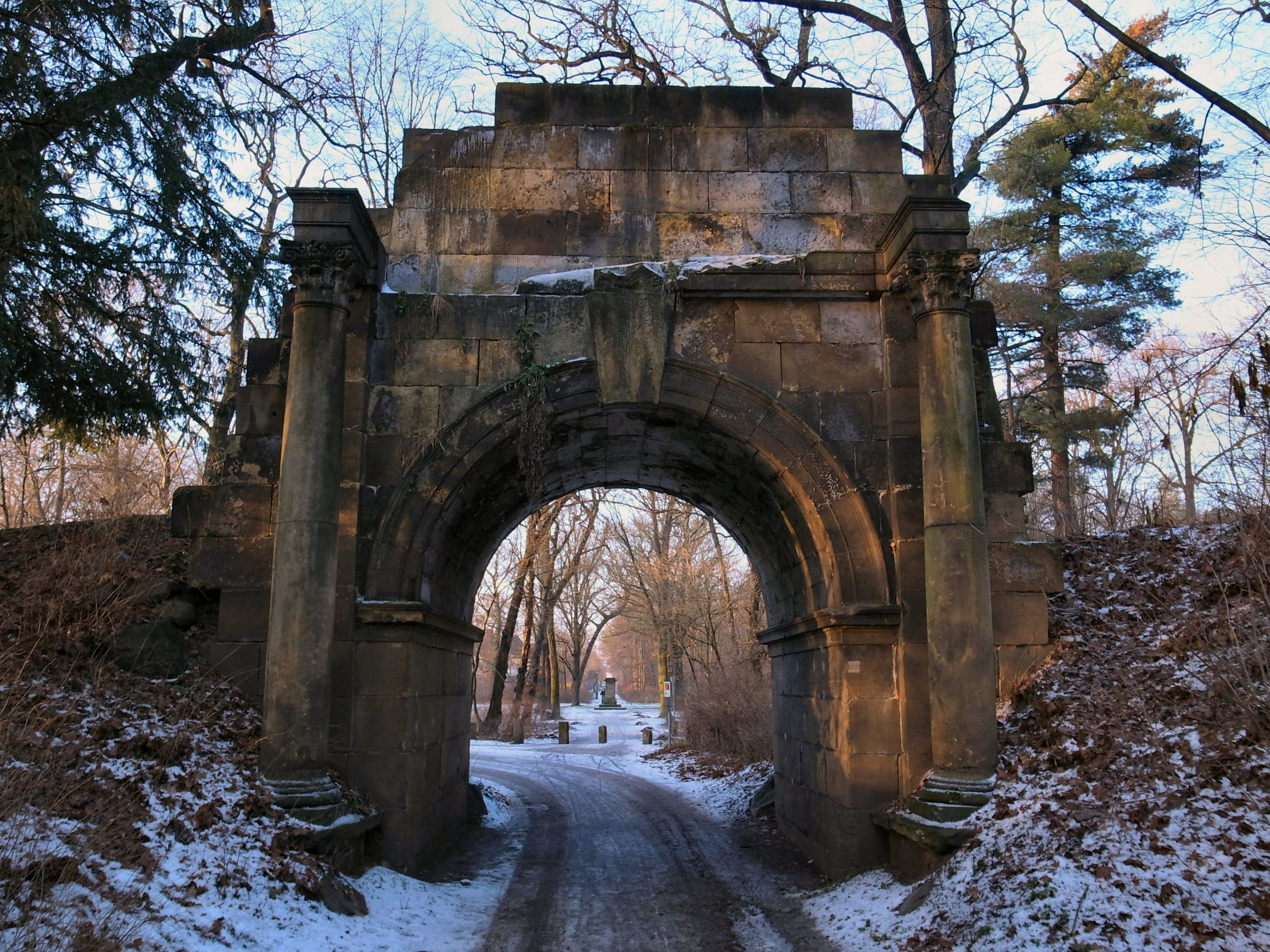
Triumphbogen (Weißer Bogen)

Das Georgium ist neben dem Wörlitzer Park der größte und kunsthistorisch bedeutendste Landschaftspark im Dessau-Wörlitzer Gartenreich im englischen Stil. Er wurde von Prinz Johann Georg, dem jüngeren Bruder des Fürsten Leopold III. Friedrich Franz von Anhalt-Dessau, geschaffen und nach ihm benannt. Im Schloss Georgium und einigen weiteren Gartengebäuden ist heute die Anhaltische Gemäldegalerie Dessau, eine der wichtigsten Sammlungen Alter Meister in Mitteldeutschland, zuhause. Ursprünglich vor den Toren der Residenzstadt Dessau gelegen, befinden sich Park und Schloss heute im Dessau-Roßlauer Stadtteil Ziebigk. Sie gehören seit dem November 2000 zum UNESCO-Welterbe.

## Geschichte
Ab 1780 ließ der Prinz Johann Georg nördlich der damaligen Stadt Dessau in einem Auenbruchwald durch Friedrich Wilhelm von Erdmannsdorff ein klassizistisches Landhaus errichten. Die Umgebung des Gebäudes wurde zu einer Gartenanlage in englischem Stil, ähnlich dem Wörlitzer Park, umgewandelt. Sie erhielt ebenso zahlreiche klassizistische und romantisierende Parkbauten, Skulpturen, Kleinarchitektur und Denkmale, die harmonisch in die Landschaft und Natur eingebettet wurden.
Zu den wichtigsten gehören das sogenannte Fremdenhaus, die Römische Ruine, ein ionischer Rundtempel sowie zwei Nachbildungen antiker Torbögen und das Denkmal des Fürsten Franz in antiker Kleidung.
Der an den eigentlichen Georgengarten (21,3 ha) anschließende Beckerbruch (97 ha) wurde als Auen- und Bruchlandschaft naturnah belassen, aber ebenfalls mit Kleinarchitekturen und Denkmalen verschönert. Der kunstvoll angelegte Landschaftspark geht hier harmonisch in die natürliche Landschaft über.
Elbpavillon und Wallwitzburg (künstliche Ruine) ermöglichen einen weiten Ausblick über die Gartenlandschaft entlang der Elbe. An die Anlage grenzt der Mausoleumspark, der 1894 bis 1896 angelegt wurde. Er entstammt der Zeit, als das Georgium für die Nutzung durch die verwitwete Erbprinzessin Elisabeth umgestaltet wurde. Damals entstanden auch die beiden Seitenflügel des Schlosses, welches ursprünglich nur aus dem kubisch geschlossenen Kernbau bestand.
Die Nutzung des Schlosses als „Pionierhaus“ für die DDR-Jugendorganisation vor 1959 beinhalte auch die Planung einer Pioniereisenbahn im Park, deren Ausführung jedoch unterblieb.

## Anhaltische Gemäldegalerie Dessau
Das Schloss Georgium beherbergt heute die Anhaltische Gemäldegalerie Dessau, ein Kunstmuseum mit Schwerpunkt auf Gemälden und Grafik der Alten Meister. Sie geht zurück auf Sammlungen des anhaltischen Fürstenhauses, der Stadt Dessau sowie des Freistaats Anhalt und befindet sich erst seit 1959 im Schloss.
Die Sammlung umfasst heute ungefähr 1.800 Gemälde und 18.000 Arbeiten auf Papier (8.000 Zeichnungen, 10.000 Druckgraphiken) sowie kleinere Bestände an Plastik und angewandter Kunst. Die Werke entstammen der Zeitspanne vom Spätmittelalter bis zur Gegenwart, wobei ein klarer Schwerpunkt in der Zeit von 1500 bis 1850 liegt.
Das Museum geht zurück auf die erste öffentliche Kunstsammlung in Dessau: die Gemäldegalerie der 1793 begründeten Amalienstiftung. Sie präsentierte deutsche und niederländische Gemälde, welche die Prinzessin Henriette Amalie von Anhalt-Dessau (1720–1793) zusammengetragen hatte. 1927 nutzte der Freistaat Anhalt die Sammlung als Grundstock zur Etablierung eines zentralen Landesmuseums für Kunst. Hierfür wurden Gemälde und Grafiken aus den ehemaligen herzoglichen Sammlungen erworben. In der Folge kaufte das Museum auch zeitgenössische Kunst an. Bis heute wird sein Profil jedoch durch die deutschen und niederländischen Gemälde, Zeichnungen und Druckgrafiken aus fürstlich-anhaltischen Sammlungen bestimmt. Als Schwerpunkte lassen sich die Kunst der Reformationszeit, des Barock und der Goethe-Zeit benennen. Darunter befinden sich Hauptwerke von Lucas Cranach dem Älteren und von Johann Friedrich August Tischbein, der einst als Hofmaler des Fürsten Leopold III. Friedrich Franz in Dessau wirkte. In der Graphischen Sammlung, welche im Rahmen von Sonderausstellungen präsentiert wird, befinden sich Zeichnungen von Meistern wie Albrecht Dürer und Wassily Kandinsky.
Ein Teil der Sammlung der Gemäldegalerie war im Zweiten Weltkrieg in das Kalibergwerk Solvayhall bei Bernburg ausgelagert worden. Einige Kunstwerke wurden von US-Soldaten entwendet und tauchten später auf dem amerikanischen Kunstmarkt auf. Im Juli 1945 beschlagnahmte die Trophäenkommission der Roten Armee einen wichtigen Teil des vorhandenen Bestandes und transportierte ihn im April 1946 in die Sowjetunion: 800 Gemälde und 17.000 grafische Blätter. 1958/59 kehrten 600 Gemälde, 1.000 Handzeichnungen und 10.000 Druckgrafiken zurück. Da der ursprüngliche Museumssitz in der Dessauer Innenstadt, das klassizistische Palais Reina, im Zweiten Weltkrieg zerstört worden war, bezog die Anhaltische Gemäldegalerie 1959 das Schloss Georgium.
Im Januar 2015 wurde das Museum in die Rote Liste Kultur des Deutschen Kulturrates in die Kategorie 2 aufgenommen und damit als gefährdet eingestuft. 2023 konnte jedoch eine langjährige Sanierung und Modernisierung des Schlosses Georgium mit der Wiedereröffnung der Dauerausstellung der Anhaltischen Gemäldegalerie abgeschlossen werden.
→ Anhaltische Gemäldegalerie Schloss Georgium im Katalog der Deutschen Nationalbibliothek

Werke in der Anhaltischen Gemäldegalerie
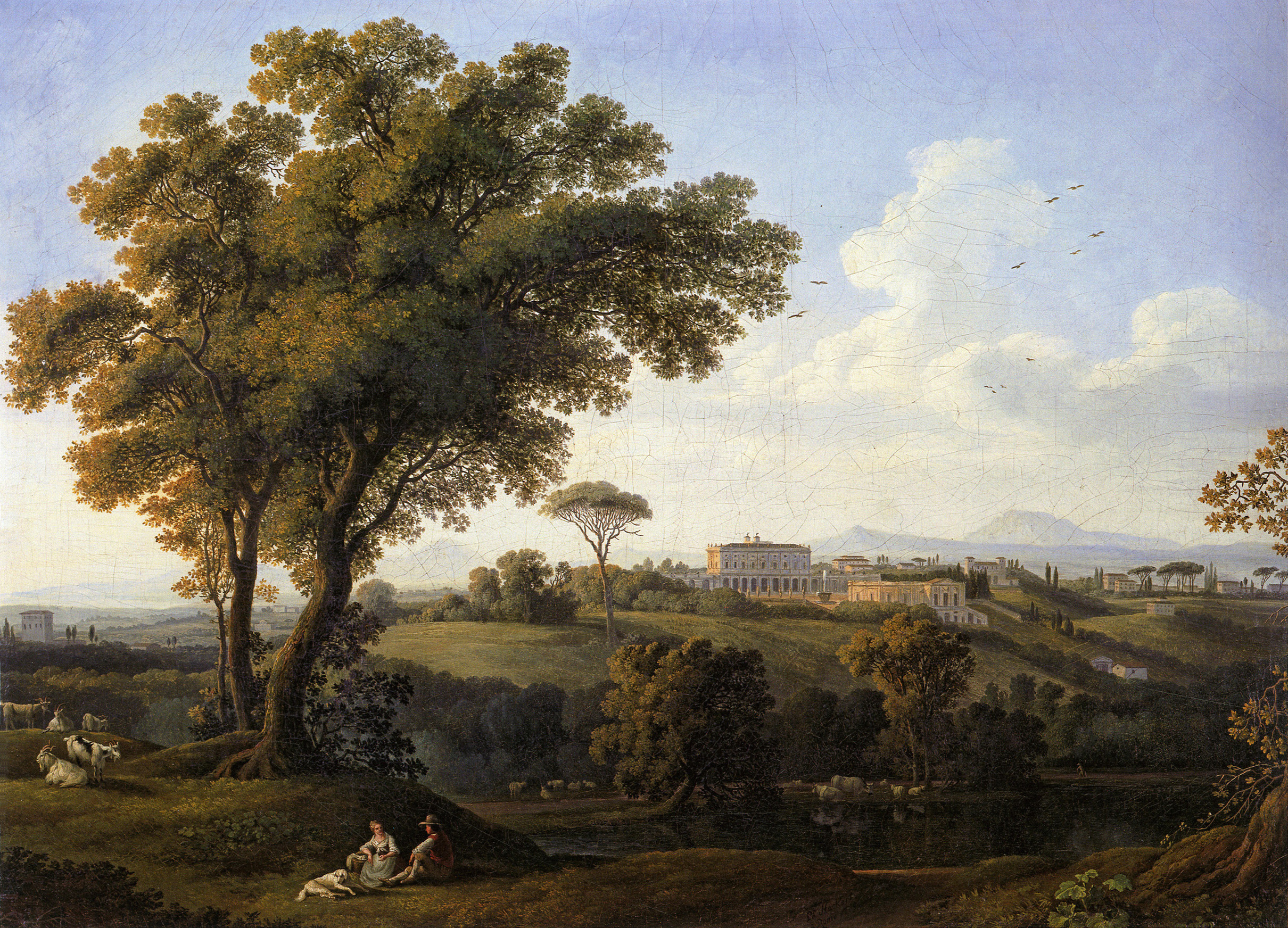
Jacob Philipp Hackert: Blick auf die Villa Albani in Rom (1779)
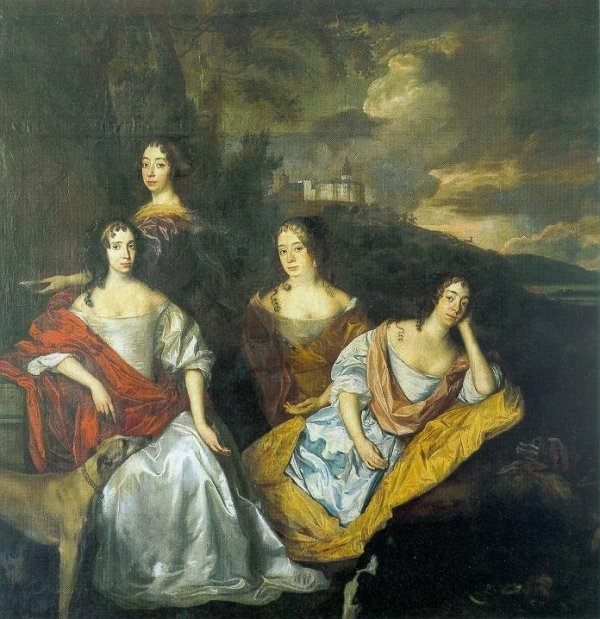
Jan Mijtens: Bildnis der Töchter Friedrich Heinrichs von Oranien (1666)
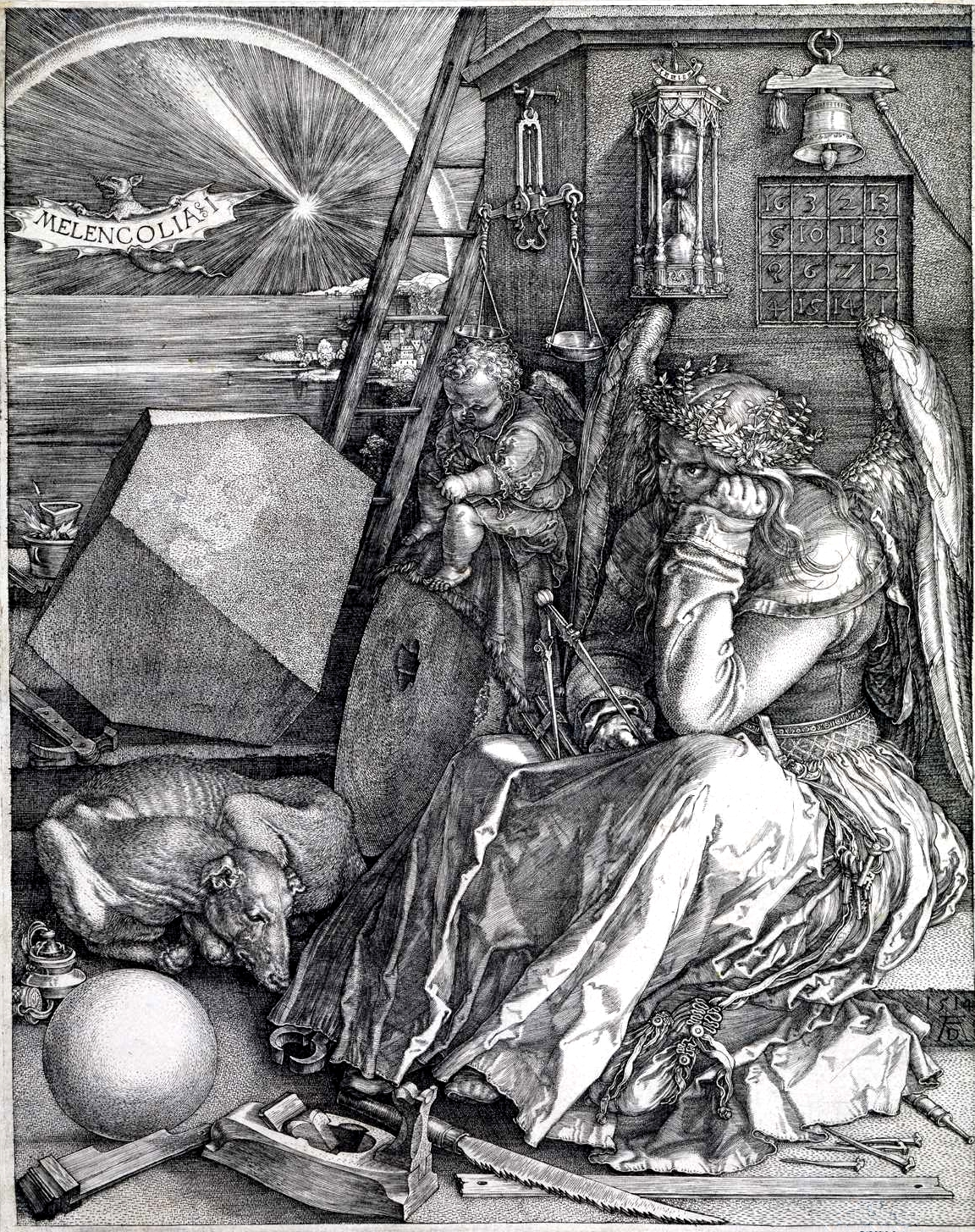
Albrecht Dürer: Melencolia I (1514)
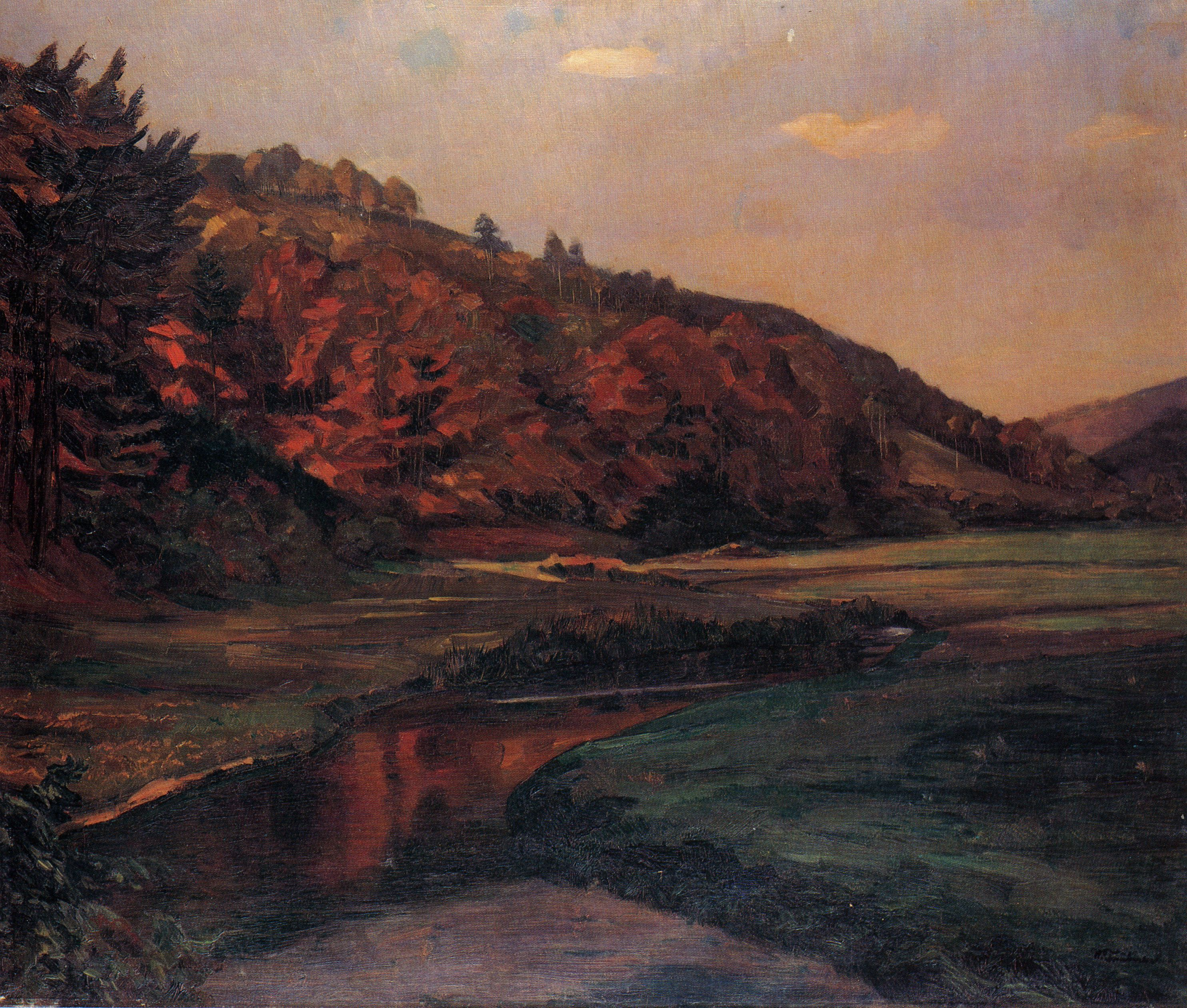
Wilhelm Trübner: Marbachtal im Odenwald (1902)
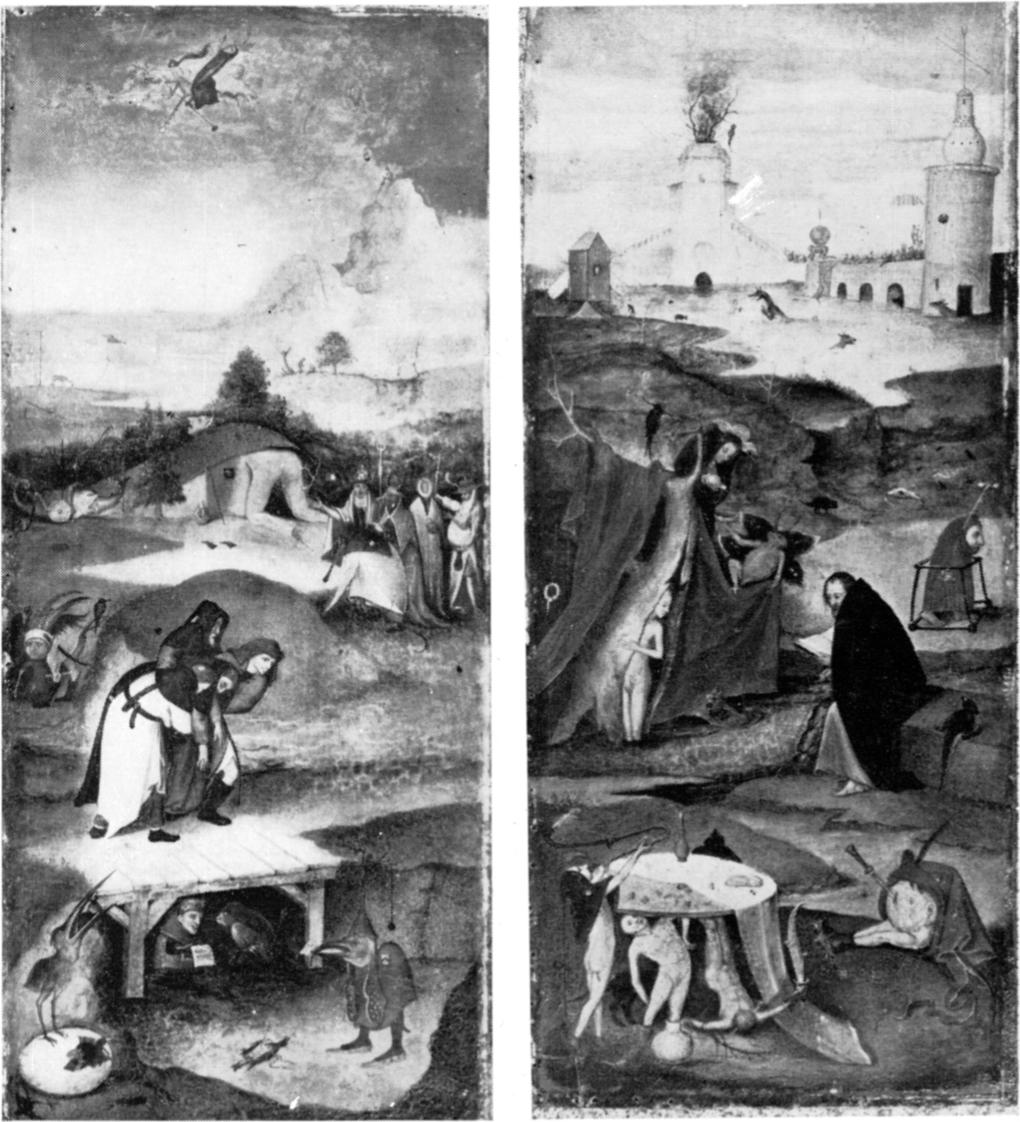
Nach Jheronimus Bosch: Die Versuchung des Heiligen Antonius (16. Jhd.)